# St. Rita (Schmidsreute)

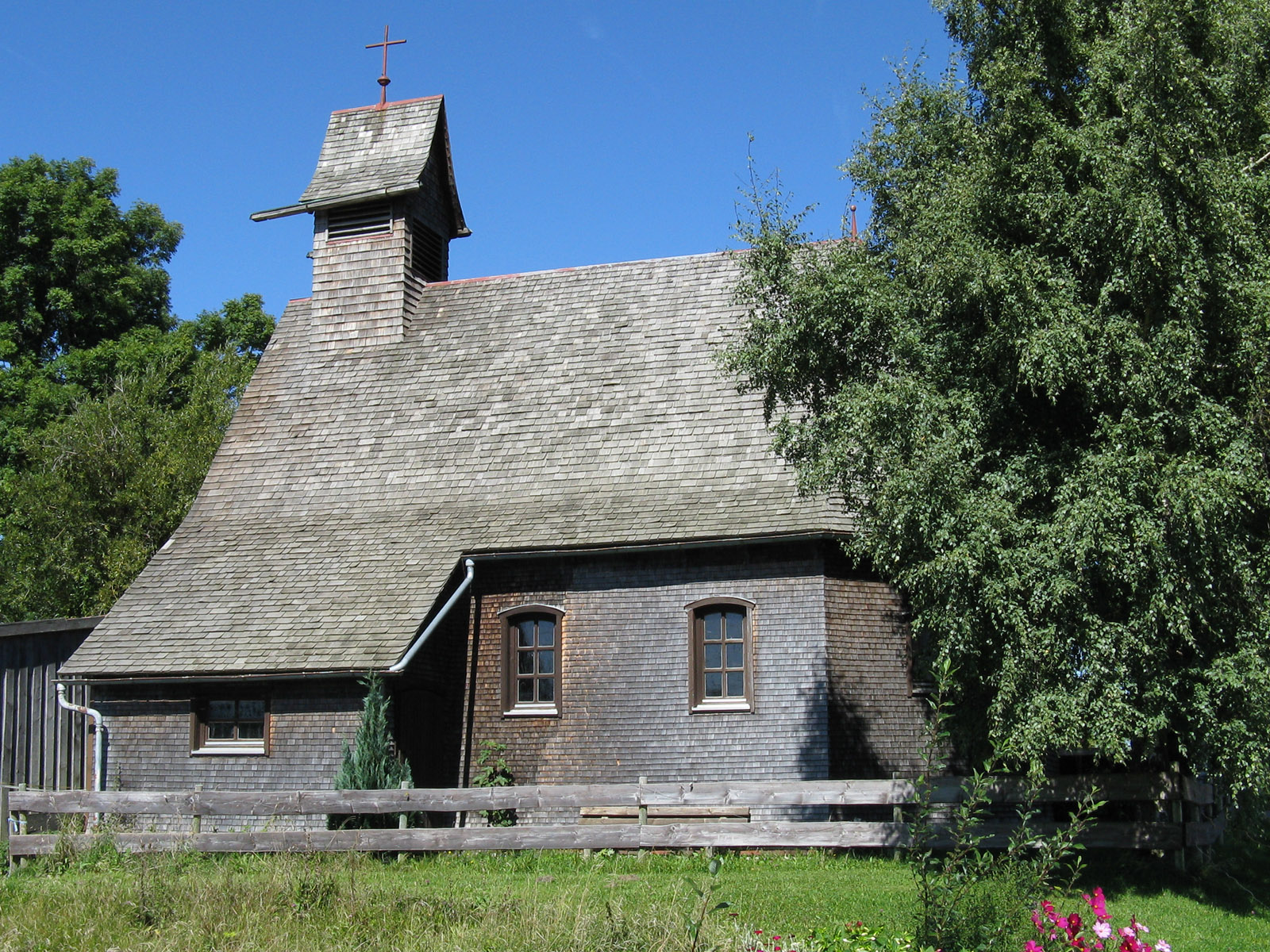
St. Rita in Schmidsreute

Die römisch-katholische Kapelle St. Rita befindet sich in Schmidsreute, einem Ortsteil von Wiggensbach im Landkreis Oberallgäu (Bayern). Die Kapelle, ein Neubau aus den Jahren 1948 bis 1950, steht unter Denkmalschutz und trägt das Patrozinium der heiligen Rita von Cascia. Sie wurde an der Stelle einer abgegangenen Kapelle errichtet.
Die Ausstattung stammt zum Teil auch aus der abgegangenen Kapelle in Schwarzachen bei Wiggensbach. Aus der Zeit um 1510/1520 stammen die Holzfiguren der heiligen Rita und des heiligen Sebastians, um 1470 wurde die Figur der Anna selbdritt geschaffen. Die Kreuzigungsgruppe mit den Figuren der Maria und des Johannes ist barock. Aus dem frühen 18. Jahrhundert stammen die Holzfiguren des heiligen Dominikus und der heiligen Katharina von Siena. Der Kerkerchristus ist aus dem späten 18. Jahrhundert. Die Figur des Evangelisten Johannes aus der zweiten Hälfte des 17. Jahrhunderts.